# Saldatura per rifusione
La saldatura per rifusione è un processo in cui viene utilizzata una pasta saldante (una miscela di stagno in polvere e flussante) per fissare temporaneamente uno o più componenti elettrici ai loro punti di contatto, dopo di che l'intero assemblaggio viene sottoposto a calore controllato, che fonde la lega e salda permanentemente i componenti. La fusione può essere completata in appositi forni, utilizzando lampade ad infrarossi oppure con saldatori ad aria calda, lavorando singolarmente ogni componente, portando la temperatura a circa 250 °C.